# Psychotria microcarpa
Psychotria microcarpa är en måreväxtart som beskrevs av Johannes Müller Argoviensis. Psychotria microcarpa ingår i släktet Psychotria och familjen måreväxter. Inga underarter finns listade i Catalogue of Life.